# Fahmi Saïd Ibrahim

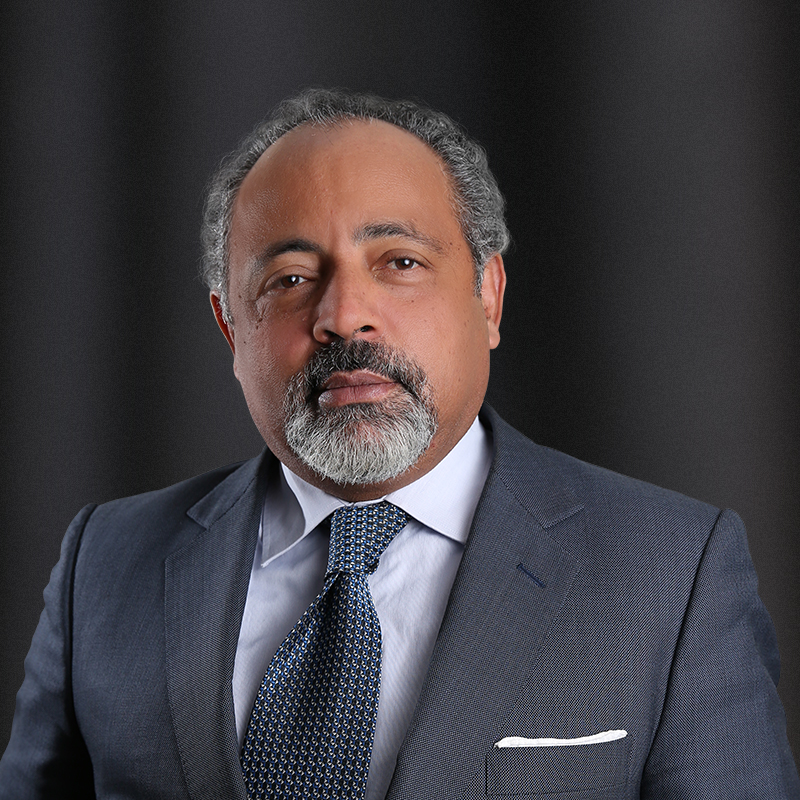
Fahmi Said Ibrahim.

Fahmi Saïd Ibrahim El Maceli (arabisch فهمي المسيلي, geb. 1. November 1963, Itsandra Mdjini, Grande Comore, Komoren) ist ein Rechtsanwalt in Moroni. Er war Präsidentschaftskandidat in den Komoren 2016.
Er war in der Vergangenheit Abgeordneter der Unionsversammlung und Außenminister in der Regierung von Ahmed Abdallah Mohamed Sambi. Er führte von 2005 bis 2016 die Parti pour l’Entente Comorienne (PEC).

## Leben

### Herkunft und Familie
Fahmi Saïd Ibrahim wurde am 1. November 1963 in Itsandra Mdjini auf Grande Comore geboren. Er entstammt einer großen Familie der Komoren, den Ba Alawi (Ba'Alawi sada) El Maceli, einer Familienlinie von Sharifen aus dem Hadramaut. Sein Vater, der Prinz Said Ibrahim bin Said Ali, war gaullistischer Abgeordneter in der Assemblée Nationale Française 1958 und 1970, und war Präsident des Conseil de Gouvernement im Territoire des Comores (1970–1972) gewesen. Sein Großvater war der letzte Sultan Said Ali bin Said Omar von Grande Comore. Said Ali Kemal war sein Bruder.
Fahmi Saïd Ibrahim ist verheiratet und Vater von vier Kindern.

### Ausbildung
Fahmi erwarb Abschlüsse an der Universität Panthéon-Assas in Paris und in Marokko, an der Fakultät Hassan II. in Casablanca. Er arbeitet als Rechtsanwalt in den Komoren.

### Karriere
Fahmi Saïd Ibrahim gründete 2001 das Cabinet d’Avocats Saïd Ibrahim (CSI-Avocats, Anwaltsgemeinschaft) für Wirtschaftsrecht in Moroni.
Er engagiert sich sein 2004 in der Politik und kandidierte 2006 für den Posten des Gouverneurs von Grande Comore. 2009 wurde er als Abgeordneter für Itsandra Sud mit 56 % der Stimmen gewählt. Nachdem er für eine Revision der Verfassung gekämpft hatte, ernannte ihn Ahmed Abdallah Mohamed Sambi zum Außenminister. Dieses Amt übte er von Mai 2010 bis Mai 2011 aus.
Er war Präsident der Parti pour l’Entente Comorienne (PEC), einer der wichtigsten Parteien der Komoren, bis zu deren Auflösung 2016. Seither gehört er der Parti Juwa an, für die er auch Kandidat bei den Präsidentschaftswahlen 2016 war.
2013 veröffentlichte Fahmi Saïd Ibrahim mit der PEC ein Weißbuch mit 90 Vorschlägen für die Entwicklung des Landes. 2015 wurde er wiedergewählt.

### Kandidatur und Präsidentschaftswahl 2016
Unterstützt durch den ehemaligen Präsidenten Ahmed Abdallah Mohamed Sambi und mit großem wirtschaftlichen und kulturellem Kapital, stellte sich Fahmi Saïd Ibrahim als Kandidat für die Präsidentschaftswahlen 2016.
Der neue Präsident der Komoren Azali Assoumani veröffentlichte am Abend des 31. Mai 2016 die Zusammensetzung seiner Regierung und benannte Fahmi Saïd Ibrahim zum Staatsminister, Hüter des Siegels, Justizminister und Minister für islamische Angelegenheiten, für öffentliche Verwaltung und für Menschenrechte.

## Auszeichnungen
Fahmi Saïd Ibrahim wurde von der Zeitung Al-Watan zu den „10 Persönlichkeiten der Komoren“ (dix personnalités comoriennes) 2013 gewählt aufgrund seines politischen Engagements.